# Прийоно, Ами
Прийоно, Ами индон.  Ami Priyono  (23 октября 1939,  Батавия – 6 июня 2001, Депок) (полн. имя Lembu Amiluhur Priyawardhana) – индонезийский кинорежиссер. 

## Краткая биография и творчество
Окончил ВГИК в Москве. С 1968 года преподавал в Национальной академии театра (Джакарта). Начал работу в кино в начале 1970-х гг. актером ("Серая тень"). Всего снялся в 35 фильмах. Снял 12 художественных фильмов (первый фильм "Деви", 1974 год) и два телесериала  («Красота полной луны и жаркого солнца», 1996; «Си Дул – школьник», 162 эпизода в 1994-2006 гг.).
Наиболее значительными работами являются: "Кармила" (1975), "Моя любимая в голубом студенческом городке" (1976), "Джакарта, Джакарта" (1977, лучший индонезийский фильм 1978 года, приз на азиатском кинофестивале в Сиднее в 1978) , "Декабрьские воспоминания" (1977), "Для тебя, моя Индонезия" (1981), «Роро Мендут» (1983, шесть призов на Кинофестивале Индонезии 1983 г.), "Который" (1984), «Предложение» (1985, по пьесе А.П. Чехова "Предложение"), «Любовь» (1992). 
Лучшие его фильмы глубоко психологичны и совершенны по форме, в них отмечается стремление автора отразить современную жизнь, показать нравственный поиск героев.
Являлся членом Национального совета кинематографии и председателем Организации работников кино и телевидения.

## Семья
- Отец Прийоно - политик, в 1957 – 1966 гг. министр образования и культуры
- Супруга Юлия Сурьякусума – писательница (с 1974 г.)